# Burgruine Leonstein (Oberösterreich)
Die Burgruine Leonstein ist die Ruine einer Höhenburg im Steyrtal, in Priethal bei Leonstein und Obergrünburg, Gemeinde Grünburg im Traunviertel von Oberösterreich.

## Geschichte
Die einstmals bestehende Burg Leonstein soll bereits um 900 auf dem Hausberg bestanden haben, sie wird aber erstmals 1140 als Lewensteine urkundlich genannt. Sie war damals im Besitz des bayerischen Herzogs Heinrich und wurde als Lehen an den Ministerialen Perhtoldus de Lewenstaine vergeben.
Als Nachfolger der Leonsteiner treten die Rohrer um 1320 auf.
Ende des 14. Jahrhunderts gehörte Leonstein den Gebrüdern Wilhelm und Wolfgang von Rohr. Diese ließen sich auf eine Fehde mit dem Landesfürsten Herzog Albrecht III. ein. Im Zuge dieser Auseinandersetzung nahmen die Rohrer eine Gesandtschaft des Fürsterzbistums Salzburg, die auf dem Weg zum Herzog war, gefangen, um Lösegeld zu erpressen. Auf Verlangen des Salzburger Erzbischofs stellte daraufhin Herzog Albrecht ein Belagerungsheer unter dem Kommando des Feldhauptmanns Zacharias Haderer auf. Die Annahme, dass es sich dabei um den ersten Kanonenbeschuss in Österreich handelte, dürfte im Wesentlichen auf den Historiker Franz Xaver Pritz zurückgehen, der 1843 schrieb, dass nach etwa dreimonatiger erfolgloser Belagerung Haderer einen ziemlich nahen, emporragenden Fels besetzt und von dort aus mit Kanonen auf die Burg geschossen habe. Pritz hielt den Rabenstein für wahrscheinlich, ebenso, dass dieser Kanonenbeschuss der erste in Österreich gewesen sei, zumindest seien ihm keine früheren Berichte bekannt. Die zeitgenössische Österreichische Chronik der 95 Herrschaften aus dem 14. Jahrhundert geht nicht darauf ein, welche (Fern-)Waffen genau verwendet wurden: Darumb der edel fürst hart erczürente und zoch mit sein selb leib für die vesten mit gůtem geczeuge […] Man habe einen Stain (Berg) in der Nähe besetzt und von dort angegriffen. Zahlreiche Funde von Metallsondengehern, wie eiserne Tüllen- und Dorngeschoßspitzen dürften von dieser Belagerung stammen. Die Burg fiel am 2. November 1390. Wilhelm von Rohr konnte sich noch durch einen heimlichen Ausgang retten. Die eroberte Burg wurde durch eine Feuersprengung zerstört.
Die Rohrer haben sich dem Landesfürsten erst 1392 unterworfen und Wolfgang von Rohr verkaufte seinen Burganteil an der zerstörten Burg an Herzog Albrecht. 1397 erhielt Wilhelm von Rohr die Erlaubnis zum Bau eines Burgstalles als Ersatz für die zerstörte Burg. Bernhard von Rohr verkaufte 1447 seinen Besitzanteil in Leonstein an Erhard von Zelking. 1459 erreichte dieser auch die Belehnung mit der zweiten Hälfte von Kaiser Friedrich III. Er ließ aus dem Burgstall und dem dazugehörigen Meierhof das Schloss Leonstein, genannt „Feichta“, entstehen.

## Burgruine Leonstein heute

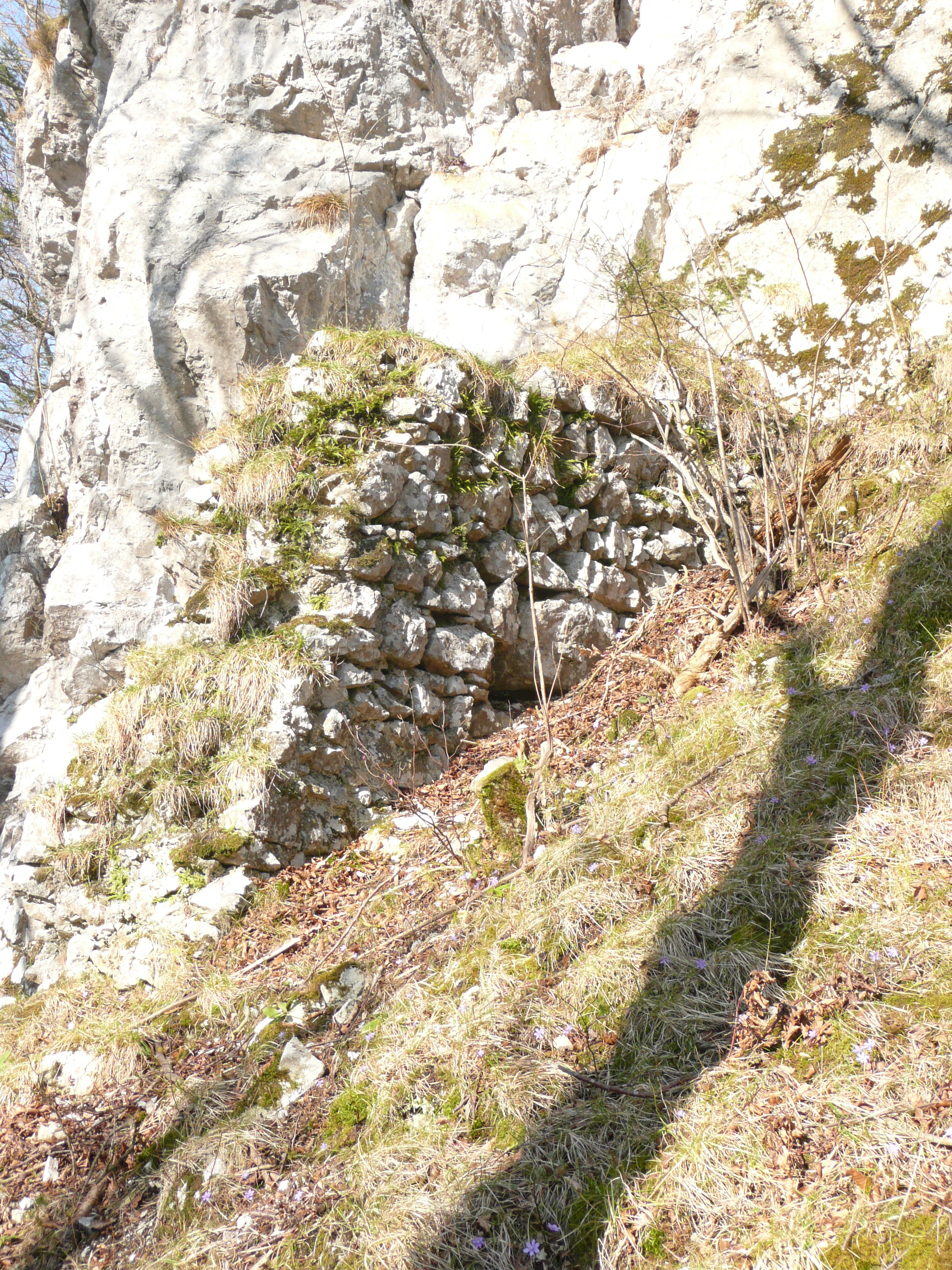
Mauerreste der Burgruine Leonstein

Hinter dem Schloss Leonstein führt ein Weg nach oben zur Burgruine. Auch von der anderen Seite hinter der Hengst-Weide des Moar verläuft ein Weg in den Wald hinauf zur Ruine. Mauerreste der zerstörten Burg sind auf der markanten Kuppe ca. 0,3 km nordwestlich des Schlosses erkennbar. Am Hang unterhalb der Burg wurden zahlreiche Geschoßspitzen gefunden, die von der Belagerung 1390/91 stammen dürften. Von der Burg sind noch Mauern, ein Torbogen und ein Durchgang erkennbar.